# Charles Probst
Charles (Karl Franz Josef) Probst (* 29. März 1931 (am 30. März amtlich registriert) in Laufenburg AG; † 13. Dezember 2024 daselbst) war ein Schweizer Neurochirurg, Universitätsprofessor und Autor.

## Familie
Charles Probst wuchs mit drei Geschwistern auf dem Bauernhof der Familie  (Probsthof)  beim Spital in Laufenburg auf. Als ältester Sohn erhielt er wie sein Vater (1902–1980) und sein Großvater (1864–1980) die Vornamen Karl Franz Josef. Seine Mutter, die Hauswirtschaftslehrerin Marta Probst-Grenacher, stammte aus Gansingen. Die jüngeren Geschwister sind: Renè August (* 1932), Annemarie (* 1936) und Josef Franz Karl (* 1938), der später den Hof übernahm.
Die deutsche Verwandtschaft, seit 1765 auf der Badischen Rheinseite ansässig, ist 1974 mit dem Tod seines Onkels Josef Probst, der im Zweiten Weltkrieg seine beiden Söhne Arthur und Ernst verlor und 1945 knapp der Erschießung durch die SS entging, ausgestorben.
Charles Probst heiratete am 11. Januar 1964 die Assistenzärztin am Spital Walenstadt Cécile Jung († 2017), Tochter des über 40 Jahre in Kaltbrunn praktizierenden Allgemeinmediziners Guido Jung und seiner Ehefrau Cécile Jung-Remy. Die Ehe blieb kinderlos.

## Kindheit und Jugend
Bauernkinder wie er waren bereits mit vier Jahren in den elterlichen Betrieb eingebunden. Speziell wenn die erwachsenen Männer beim „Aktivdienst“ (Militär) waren, mussten sie bereits um 4:30 Uhr morgens die Kühe füttern und melken. Er lernte die Tiere als liebenswürdige personale Wesen kennen und hatte anfangs nichts anderes im Sinn als ebenfalls Bauer zu werden.
Ein einschneidendes Ereignis war 1938 der Brand des Hofes samt Wohnhaus, der anschließend außerhalb des damaligen Stadtgebiets wieder aufgebaut wurde. – Weil für die unter aktuellen Erfordernissen gebotene Erweiterung des Probst-Hofs der Platz an der Dürrenbächlistrasse nicht ausreichte, siedelte die Familie Urs Probst 2014 nach Schwaderloch an den Sennhof über; am bisherigen Standort wurde eine Wohnanlage errichtet.
Ab 1938 besuchte Probst die 5-jährige Elementarschule und anschließend bis 1946 die Bezirksschule in Laufenburg, wo bereits seine Eltern teils von denselben Lehrern unterrichtet worden waren.
Mit 16 überraschte er seine Eltern mit dem Entschluss, nun doch studieren zu wollen, zunächst dachte er dabei an die Tätigkeit als Tierarzt. Mit Unterstützung seines Bezirkslehrers A. Brugger, der ihm auch die für die Aufnahme nötigen Lateinkenntnisse vermittelte, kam er 1947 zum Internat am Kollegium Maria Hilf in Schwyz, damals der einzigen vollausgebauten privaten (römisch-)katholischen Mittelschule mit staatlich anerkannten Abschlussprüfungen. Er bereitete sich dort auf die Matura Typ B (Latein) vor.
Bald wurde Charles Probst dort Mitglied der Studentenverbindung Suitia, 1949 förderte er als Fuchsmajor neben anderen Themen besonders die Zentraldiskussion über soziale Fragen.
Zum Abschluss des Gymnasiums erhielt er am 5. Juli 1951 das Matura-Zeugnis mit der Schweizer Gesamtnote 5,8.

## Medizinstudium und Militärdienst

### Berufsentscheidung
Zum einen hatte Charles Probst sich inzwischen sehr mit philosophisch-theologischen und anderen für die Humanmedizin wichtigen Fragen befasst. Vor allem aber abgeschreckt durch die – damals und teils auch heute noch – übliche Praxis, tierärztliche Eingriffe ohne oder nur mit ungenügender Anästhesie durchzuführen, nahm er – zum Leidwesen seines Vaters, der ihn gerne als Hoferben mit Nebenberuf Tierarzt gesehen hatte – von der Tiermedizin Abstand und wendete sich der Humanmedizin zu.

### Militärdienst
Wie in der Schweiz üblich, ist der obligatorische Militärdienst nicht am Stück, sondern neben der Ausbildung bzw. berufsbegleitend abzuleisten, das waren bei Charles Probst in der Zeit von 1951 bis 1974 insgesamt 876 Tage. Vor dem Beginn des Universitätsstudiums hatte er die Rekrutenschule zu absolvieren. Von Hause aus war er der berittenen Kavallerie zugeteilt, aber nach seinem Entschluss, Medizin zu studieren, wurde er dem Sanitätsdienst zugeteilt und musste dazu am 23. Juli 1951 in die Sanitätsrekrutenschule Basel einrücken. Nach dem medizinischen Staatsexamen (1957) absolvierte er die Offiziersschule. Als Hauptmann war er ab 1962 zugeteilter Arzt bei der Artillerie, nach der Beförderung zum Major (1969) führte er Rekrutierungen in Zürich und Umgebung durch. Aufgrund eines Gesuchs des Vorstehers des aargauischen Gesundheitsdepartements wurde er ab 1974 vom Militärdienst freigestellt, die offizielle Entlassung aus der Dienstpflicht erfolgte im Dezember 1981.

### Medizinisches Grundstudium
Das Universitätsstudium begann Probst im Wintersemester 1951 an der katholisch geprägten Universität Fribourg. Nach den beiden Propädeutica (Juli 1952 und März 1954) setzte er den klinischen Teil des Studiums fort, zunächst ein Semester in Basel, wo er zuhause in Laufenburg logierte und dort zu wenig Zeit für das Studium fand. Danach wechselte er nach Zürich, was er dann aus mehreren Gründen vorteilhafter fand. Die Vorlesungen und Kurse dort waren mehr auf klinische Probleme und die Patienten ausgerichtet als in Basel, wo sie mehr theoretisch-labororientiert waren. Hier waren die großen klinischen Lehrer, die er suchte. Hier hatte er auch den ersten Kontakt zu seinem späteren Lehrer Hugo Krayenbühl. 1955 belegte er ein Auswärtssemester in dem damals noch russisch besetzten Wien. Am 28. November 1957 legte er in Zürich das Medizinische Staatsexamen mit dem höchsten Semester-Durchschnitt von 5,75 ab.

### Auf dem Weg zum Neurochirurgen
Neben seinem Militärdienst bearbeitete Probst seine Doktorarbeit „Über den Verlauf von hirnelektrisch stummen Epilepsien“ unter Rudolf Hess, dem Leiter der elektroenzephalographischen Abteilung der Neurochirurgischen Universitätsklinik am Kantonsspital Zürich (USZ); die Promotions-Urkunde wurde am 4. Januar 1960 ausgestellt.
Obwohl ihm schon in Fribourg und danach verschiedene Professoren eine akademische Laufbahn empfohlen hatten, wollte er all das Gelernte zunächst lieber Patienten zur Verfügung stellen, und er meldete sich als Assistent bei Hubert Mäder, dem Chefarzt des Bürgerspitals Zug, wo er von Juni 1958 bis Mai 1960 allgemein-chirurgische Erfahrungen – wichtige Prinzipien, Erfolge und Misserfolge – sammelte. Mäder hat ihn nach eigener Aussage wesentlich für seine ganze medizinische Laufbahn geformt und geprägt.
Eigentlich wollte Probst nur für seine angedachte Tätigkeit als Allgemeinchirurg gewisse neurologische und neurochirurgische Probleme studieren und bewarb sich deshalb um eine reguläre Assistentenstelle bei Hugo Krayenbühl, dem Leiter der Neurochirurgischen Universitätsklinik in Zürich.
Bald nachdem er diese am 1. Juli 1960 angetreten hatte bemerkte er, dass die seinem bisherigen Chef wichtigen Eigenschaften hier ganz im Vordergrund standen: Voller Einsatz rund um die Uhr sowie straffe Führung und beispielhafte Organisation der Klinik, schnelle kritische Abklärung einer OP-Indikation; war diese nicht gegeben, erhielt der einweisende Arzt unverzüglich den klinischen Bericht – im anderen Fall war umfassende sorgfältige Vorbereitung des Eingriffs geboten. Krayenbühl verlangte Wissen, Können und schonungslose Selbstkritik, und wem das Patientenwohl nicht zentrales Anliegen war, dem attestierte er eine „miese ärztliche Haltung“. Gewisse Fehler hatten die sofortige Entlassung zur Folge.
Charles Probst durfte sich bereits nach drei Monaten an einer Kraniotomie bewähren, und von da an förderte ihn sein Lehrer in jeder Hinsicht. Krayenbühl legte größtes Gewicht auf eine minutiös exakte und schonende Operationstechnik; doch es ging ihm nicht nur ums Operieren, sondern auch um die Diagnostik. Selbständig durchgeführte Röntgenunteruchungen im Bereich von Hirn und Rückenmark (z. B. Luftenzephalografie, Angiografie, Myelografie) gehörten zur täglichen Arbeit. Allerdings waren die Schutzmaßnahmen gegen die Strahlenbelastung noch recht dürftig, nicht mit heutigem Standard vergleichbar.
Zum Bedauern von Krayenbühl, der Probst als seinen Privatassistenten an sich binden wollte, verließ er Zürich Ende April 1961, um weiter seinen Militärdienst abzuleisten und in Bülach den Grad eines Sanitäts-Hauptmanns zu erwerben. Dort rief ihn Krayenbühl an und ermutigte ihn, doch Neurochirurg zu werden. Zwar sei die ihm zuvor angebotene Stelle inzwischen besetzt, aber an der Genfer Universitätsklinik sei eine Oberarztstelle zur Stellvertretung des dortigen Chefs Aloys Werner geschaffen worden, die er am 1. Oktober 1961 antreten solle. Es war eine auf zwei Jahre befristete Stelle (die er über 12 Monate ausfüllte), denn der eigentlich dafür vorgesehene Jean Berney, bereits seit Jahren Mitarbeiter Werners, sollte zuvor noch Auslandserfahrungen sammeln. Nach kurzer Bedenkzeit sagte Probst zu. Nach einigen Monaten in der allgemeinen Chirurgie und einem Jahr Neurologie bei Marco Mumenthaler an der Universitätsklinik Bern traf er für sich die endgültige Entscheidung zur Neurochirurgie. Auf Empfehlung von Hugo Krayenbühl konnte er ab 1. März 1964 am Universitätsspital Lausanne seine Arbeit als Oberarzt und Stellvertreter von Eric Zander beginnen. Sein „neuphysiologisches Jahr“ absolvierte er ab 1. April 1965 an der Neurologischen Universitätsklinik Basel.

## Wirken als Neurochirurg

### Graubünden
Nachdem er bereits mehrere Jahre am Kantonsspital Luzern als Konsiliarius tätig war, wählte ihn die Betriebskommission des Kantonsspitals Chur zum Leitenden Arzt der neuen (am 1. Februar 1967 eröffneten) Neurochirurgischen Abteilung – es war die erste dieser Art in der Schweiz – und der Elektroenzephalographischen Station sowie zum Konsiliarius. Die organisatorische Unterstellung unter die Allgemeine Chirurgie, die Vorrang beanspruchte, zeitigte hier zunächst Probleme, beispielsweise bei der Verfügbarkeit von OP-Sälen und Intensivpflegestation. Operativ standen vorerst Schädelhirnverletzungen (v. a. Motorradunfälle und Autounfälle bei nicht angelegten Gurten) im Vordergrund, rasch stieg aber die Zahl der operierten Diskushernien, Hirn- und Rückenmarkstumoren sowie bei der Schmerzchirurgie von Trigeminusneuralgie-Operierten. Seitens der Inneren Medizin und der Kinderklinik wurden viele kleine Patienten mit Hydrocephalus (Wasserkopf) und angeborenen Missbildungen im Wirbelkanal zugewiesen. Liquorfisteln aufgrund von Hirnhautverletzungen waren dann das Hauptobjekt seiner Habilitationsschrift, aufgrund deren er sich 1970 in Genf auf Vorschlag von Aloys Werner habilitieren konnte und zum Privatdozenten ernannt wurde. Zur selben Zeit erhielt er in Zürich einen Lehrauftrag. Von Chur aus vereinbarte er mit der Solbadklinik Rheinfelden den Aufbau einer Abteilung für neurologisch-neurochirurgische Rehabilitation und installierte dort seinen Mitarbeiter Ladislav Köppl als Leitenden Arzt. Ausflüge in die Umgebung des Bündnerlandes nutzte er auch zur konsiliarischen Untersuchung von Patienten im Spital Oberengadin in Samedan.

### Aargau
Als die Möglichkeit einer neurochirurgischen Tätigkeit in seiner engeren Heimat im Kanton Aargau konkreter wurde, bewarb er sich um die dort neu vorgesehene Stelle als Leiter dieser noch in Planung befindlichen Klinik in Aarau. Mitte 1970 wurde er dafür mit Arbeitsantritt zum 1. Januar 1973 ausgewählt.
Zum 31. Juli 1972 verließ Probst Chur, um auf einer Reise nach Canada (Neurologisches Institut der McGill University Montreal), USA (Massachusetts General Hospital Boston sowie Neurochirurgische Universitätsklinik und Mount Sinai Hospital in New York City) und England (National Hospital Queen Square in London) noch Auslandserfahrungen zu sammeln.
Nachdem nach nur siebenmonatiger Bauzeit die Neurologische Klinik am Kantonsspital Aarau (KSA) am 30. Januar 1973 eröffnet wurde, führte er mit seinem Team bereits am 9. Februar die erste Hirnoperation durch. Von Beginn an stand hier eine eigene neurochirurgische Intensivpflegestation und eine eigene neurochirurgische Operationsabteilung zur Verfügung. Bald wurden diese aber für die rasch zunehmende Patientenzahl zu klein, so dass für Notfalleingriffe Vorräume benutzt wurden. Durch straffe Organisation konnte eine überdurchschnittliche Auslastung gemeistert werden: „War bei einem Patienten die Wunde verschlossen, war der nächste bereits intubiert, zum Eingriff bereit, so dass die Intervalle von einer Operation zur anderen oft nur 10 Minuten betrugen“.
Während seiner 20-jährigen Tätigkeit in Aarau – wobei ihn durchgehend bis zu ihrem Tod 2017 seine Ehefrau Cécile unterstützte – ergaben sich folgende Schwerpunkte:
- Bau und Ausbau von Klinik und Spezialdisziplinen (Neurologie, Neuropathologie, Neuroradiologie sowie Neurorehabilitation incl. Physiotherapie, Logopädie, Ergotherapie, Neuropsychologie und soziale Beratung),
- Entwicklung der mikroskopischen und funktionellen Neurochirurgie
- Strukturreform (Stellung und Selbständigkeitsgrad der einzelnen Fachgebiete),
- Wissenschaftliche und Lehrtätigkeit (v. a. Universität Zürich),
- Ausbildung junger Neurochirurgen,
- Grenzüberschreitende Zusammenarbeit (u. a. speziell mit Polen und Russland).

Zum 1. Juli 1978 wurde Probst zusammen mit anderen Fachgebietsleitern vom Leitenden Arzt zum Chefarzt befördert, zum 1. Januar 1979 wurde die Neurochirurgische Abteilung zur Neurologischen Klinik hochgestuft.
In den 20 Jahren seiner Tätigkeit in Aarau (1973–1993) wurden an der Klinik über 20'000 Patienten in den Bereichen Schädel-Hirn bzw. Wirbelsäule-Rückenmark operiert, teilweise aus der Zentralschweiz und anderen Kantonen sowie aus dem Ausland.
Mit seinen grossen Erfahrungen daraus und seinem umfassenden Wissen ermöglichte er die Entwicklung zahlreicher neuartiger Operationsverfahren. Einige seiner ehemaligen Schüler arbeiten heute als Klinikdirektoren oder Professoren an verschiedenen Universitäten.
Zum 31. Dezember 1992 reichte Charles Probst aus gesundheitlichen Gründen – bereits 1983 hatten sich nach Hypertonie auch Symptome des später festgestellten Diabetes mellitus bemerkbar gemacht – seinen Abschied vom Kantonsspital Aarau ein.

### Sonstiges Wirken
Seit seiner Gymnasialzeit im Kollegium Maria Hilf, Schwyz, befasste er sich engagiert mit philosophischen, religiösen und kirchlichen Fragen.
In 32 Jahren erschienen 168 wissenschaftliche Publikationen, Buchbeiträge und zwei größere Monographien. Er wirkte aktiv mit bei vierzehn schweizerischen und ausländischen wissenschaftlichen Gesellschaften sowie bei vier internationalen wissenschaftlichen Zeitschriften. Viele Kongresse und nationale und internationale Tagungen gestaltete Probst als Chairman mit.
Auch nach seiner offiziellen Emeritierung wirkte er weiter als Lehrbeauftragter an der Universität Zürich (UZH), wo er bis zuletzt noch im Dozentenverzeichnis aufgeführt war.
Seit seinem Rücktritt als Leiter der Neurochirurgischen Klinik des Kantonspitals Aarau lebte Charles Probst zusammen mit seiner Ehegattin in Laufenburg.
Nach einem Requiem im alten lateinischen Ritus fand er seine letzte Ruhestätte auf dem Laufenburger Friedhof.

## Ehrungen und Mitgliedschaften
- Mitglied im lokalen Schwäbisch-Alemannischen Traditionspflegeverein Narro-Altfischerzunft 1386 (beider) Laufenburg (seit Februar 1956 zusammen mit seinem Bruder René),[36][37][38] im Januar 2024 ehrte ihn die Zunft für 70-jährige Mitgliedschaft[2]
- Mitglied der Schweizerischen Neurochirurgischen Gesellschaft (SGNC), 1986–1988 deren Präsident[39]
- Mitgliedschaft im Lions Club (seit 1971) auf Antrag des Churer ORL-Kollegen Oskar Caprez[40]
- Ehrenmitglied der Polnischen Gesellschaft für Neurochirurgie (27. September 1985)[41]
- Ritter des Ritterorden vom Heiligen Grab zu Jerusalem (24. November 1984), als Komtur beim Fridolinsfest Säckingen[42]
- Ehrenphilister der KÖL Theresiana (26. Januar 1991), einer Sektion des Akademischen Bundes der Katholisch-österreichischen Landsmannschaften[43]
- Päpstlicher Konsultor des Päpstlichen Rates für Pastoral im Krankendienst (Februar 1991) insbesondere hinsichtlich medizinisch-theologischer Grenzfragen auf dem Gebiet der Neurochirurgie.[44][3]
- Ritterorden der Schwarzen Madonna zu Tschenstochau (10. September 1994)[45]
- Ehrendoktor der Medizinischen Universität Lublin (1. Oktober 1994)[46]
- Ehrenbürger der Stadt Laufenburg AG, Beschluss der Ortsbürgergemeindeversammlung (1995)[3]
- Charles Probst Rapportraum – im Kantonsspital Aarau wurde 2016 ein spezieller OP-Raum nach ihm benannt[47]

## Werke (Auswahl)
- Über den Verlauf von hirnelektrisch stummen Epilepsien. Orell Füssli, Zürich 1960 (Separatdruck aus: Schweizer Archiv für Neurologie, Neurochirurgie und Psychiatrie. 85 (1960), S. 357–394, zugleich Diss. med. Universität Zürich 1959).
- Frontobasale Verletzungen, Pathogenetische, diagnostische und therapeutische Probleme aus neurochirurgischer Sicht. Habilitationsschrift. Verlag Hans Huber, Bern; Stuttgart; Zürich 1971, ISBN 3-456-00248-3.
- Diagnostic and Therapeutic Advances in Neurosurgery – Experiences in 20'000 operated Patients, 1972–1992. Diagnostische und therapeutische Fortschritte in der Neurochirurgie – Erfahrungen bei 20'000 operierten Patienten, 1972 – 1992. Diaschau mit sechs illustrierten Text-Bildbänden KSA, 1992.
- Unterwegs als Neurochirurg. Erinnerungen – Deutung – Ausblicke – Hoffnung. Christina-Verlag, Stein am Rhein, 1. Auflage 1995, ISBN 3-7171-0984-7 (2., erweiterte Aufl. 1995; 3., erweiterte Aufl. 1998).
- Hirntod – Tod des Menschen? Ein Diskussionsbeitrag. In: Medizin und Ideologie. 21 (1999), Nr. 2 (Juni), S. 6–14.
– vgl. Organspende-Wiki Charles Probst – Schriften
- Gehirn und Seele. Aus der Sicht von Neuchirurgie und Hirnforschung. In: Franz Breid (Hrsg.): Der Mensch als Gottes Ebenbild: Christliche Anthropologie. Referate der 13. Internationalen Theologischen Sommerakademie 2001. Stella Maris Verlag, Buttenwiesen 2001, ISBN 3-934225-22-5, S. 123–154.
- Euthanasie aus der Sicht eines Neuchirurgen. In: Franz Breid (Hrsg.): Leben angesichts des Todes. Referate der 14. Internationalen Theologischen Sommerakademie 2002. Stella Maris Verlag, Buttenwiesen 2002, ISBN 3-934225-29-2, S. 129–160.
- Gehirn und Seele aus der Sicht von Neurochirurgie und Hirnforschung. Christiana-Verlag, Stein am Rhein 2003, ISBN 3-7171-1115-9.
- Gehirn und Seele – was sagen Neurochirurgie und Hirnforschung? – mit Fragen aus den Grenzbereichen von Wissen und Glauben. C. Probst, Laufenburg 2005.